# 김의한
김의한(金毅漢, 1900년 1월 8일~1964년 10월 9일)은 건국훈장 독립장. 호는 성엄 (誠广)이며, 서울 출신이다.
1900년 대한제국 대신 동농 김가진(金嘉鎭)의 아들로 출생했다. 1919년 아버지 동농 김가진이 총재였던  비밀결사 조선민족대동단(朝鮮民族大同團)의 조직에 가담하여 활동하다가 부친과 함께 중국 상하이에 있던 대한민국 임시정부로 망명하였다.
1928년 6월 상하이에 있던 중국본부한인청년동맹(中國本部韓人靑年同盟)의 재정위원을 맡았으며, 1932년 윤봉길 의거 이후 임시정부가 항저우로 이전할 때 이동녕, 김구 등과 함께 자싱으로 피신하여 임시정부 선전위원으로 활동했다.
1934년 김구·안공근 등과 애국단의 일원으로 활동하였으며 낙양 한인군관학교와 의열단 계열의 군관학교에도 관여했다.
1939년 임시정부 비서처 비서와 선전위원회 선전위원으로 활동하며 특히 충칭에서 방송을 통해 국내 선전활동을 전개했다.
1940년 5월조선혁명당·한국국민당·한국독립당 3당이 통합하여 한국독립당을 창립할 때 감찰위원회 위원과 상무위원 겸 조직부 주임을 맡았다.
1942년 제 34회 임시의정원이 한국 독립당, 조선민주혁명당 등 각 정당 및 무소속 인사들을 망라하여 명실공히 전 민족적인 의정원을 구성할 때 임시의정원 의원으로 선출되었으며 선전위원과 외교위원을 겸했다.
1940년 9월 임시정부 및 임시의정원이 충칭으로 이전하고, 중국 국민당 정부가 임시정부의 광복군 활동에 공식적으로 동의하자 광복군총사령부 주계에 선임되었으며, 1943년 8월에는 광복군 조직훈련과장을 맡았고, 1945년 6월에는 정훈처 선전과장으로 임명되었다.
광복 후 귀국해서는 독립운동사 자료 수집에 힘썼고 한독당 중앙상무위원으로 재선임되었다.
1948년 4월 한독당 대표로 김구와 함께 남북협상회의에 참가하였으며, 1950년 한국전쟁 때 납북되었다.
1964년 평양에서 별세했다.
건국훈장 애족장을 받은 여성독립운동가 정정화가 부인이며, 대한민국임시정부기념사업회 김자동 회장이 그의 아들이다.

## 가계
- 고조부 : 김세근(金世根), 부평부사, 증이조참의
  - 증조부 : 김병성(金炳星), 증이조판서
    - 조부 : 김응균(金應均, 1801년 ~ ?), 문과 급제, 예조판서, 시호 효헌(孝憲)
    - 조모 : 대구(大丘) 서씨(徐氏), 서유호(徐有皓)의 따님
      - 부친 : 김가진(金嘉鎭, 1846년 ~ 1922년), 문과 급제, 법부대신
      - 모친 : 남양(南陽) 홍씨(洪氏), 홍재철(洪在喆)의 따님
        - 본인 : 김의한(金毅漢, 1900년 ~ 1964년), 건국훈장 독립장 추서
        - 배우자 : 정정화(鄭靖和, 1900년 ~ 1991년), 건국훈장 애족장 추서
          - 자녀 : 김자동(金滋東, 1928년 ~ 2022년), 대한민국임시정부기념사업회 회장